# Плавание на открытой воде на чемпионате мира по водным видам спорта 2022
Соревнования по плаванию на открытой воде на чемпионате мира 2022 прошли с 26 по 30 июня. Были разыграны 7 комплектов наград.

## Правила плавания на открытой воде
Плавание на открытой воде не накладывает никаких ограничений на стиль плавания, но свободный стиль, как правило, предпочтительнее. Будет прямой финал как мужских, так и женских соревнований. Пловцы должны стартовать с указанной стартовой площадки и следовать круговым курсом протяженностью 1,666 км (или 2,5 км). Они должны пройти весь назначенный курс, не нарушая обратных буев и указателей курса. Пловцам разрешается принимать пищу во время соревнований. Пловцы заканчивают гонку пересекая финишный створ и касаясь вертикальной финишной стены.

## История плавания на открытой воде
Во время первых трех Олимпийских игр (1896, 1900, 1904) все соревновательное плавание проводилось в открытой водной среде. Открытая вода стала официальным видом спорта на Олимпийских играх 2008 года в Пекине в дисциплине 10 километров. На соревнованиях FINA 25-километровый заплыв стал официальным в 1991 году, 5 км в 1998 году и 10 км в 2001 году. В 2011 году командные соревнования были включены в программу.

## Расписание
Дано южнокорейское время.
| Дата         | Время | Соревнование                  |
| ------------ | ----- | ----------------------------- |
| 26 июня 2022 | 13:00 | 4×1,25 км, смешанная эстафета |
| 27 июня 2022 | 09:00 | 5 км, мужчины                 |
| 27 июня 2022 | 12:00 | 5 км, женщины                 |
| 29 июня 2022 | 08:00 | 10 км, мужчины                |
| 29 июня 2022 | 12:00 | 10 км, женщины                |
| 30 июня 2022 | 07:00 | 25 км, мужчины                |
| 30 июня 2022 | 07:00 | 25 км, женщины                |

## Медалисты

#### Мужчины
| Дисциплина | Золото                       | Золото    | Серебро                      | Серебро   | Бронза                    | Бронза    |
| ---------- | ---------------------------- | --------- | ---------------------------- | --------- | ------------------------- | --------- |
| 5 км       | Флориан Веллброк Германия    | 52:48.8   | Грегорио Пальтриньери Италия | 52:52.7   | Михаил Романчук Украина   | 53:13.9   |
| 10 км      | Грегорио Пальтриньери Италия | 1:50:56.8 | Доменико Ачеренца Италия     | 1:50:58.2 | Флориан Веллброк Германия | 1:51:11.2 |
| 25 км      | Дарио Верани Италия          | 5:02:21.5 | Доменико Ачеренца Италия     | 5:02:22.7 | Петер Галич Венгрия       | 5:02:35.4 |

#### Женщины
| Дисциплина | Золото                         | Золото    | Серебро              | Серебро   | Бронза                         | Бронза    |
| ---------- | ------------------------------ | --------- | -------------------- | --------- | ------------------------------ | --------- |
| 5 км       | Ана Марсела Кунья Бразилия     | 57:52.9   | Орели Мюллер Франция | 57:53.8   | Джулия Габбриэллески Италия    | 57:54.9   |
| 10 км      | Шарон Ван Раувендал Нидерланды | 2:02:29.2 | Леони Бек Германия   | 2:02:29.7 | Ана Марсела Кунья Бразилия     | 2:02:30.7 |
| 25 км      | Ана Марсела Кунья Бразилия     | 5:24:15.0 | Лиа Бой Германия     | 5:24:15.2 | Шарон Ван Раувендал Нидерланды | 5:24:15.3 |

#### Смешанные командные дисциплины
| Дисциплина | Золото                                                             | Золото    | Серебро                                                              | Серебро   | Бронза                                                                                        | Бронза    |
| ---------- | ------------------------------------------------------------------ | --------- | -------------------------------------------------------------------- | --------- | --------------------------------------------------------------------------------------------- | --------- |
| 4×1,25 км  | Германия · Лиа Бой · Оливер Клемет · Леони Бек · Флориан Велльброк | 1:04:40.5 | Венгрия · Река Рохач · Анна Олаш · Давид Бетлехем · Криштоф Рашовски | 1:04:43.0 | Италия · Джиневра Таддеучи · Джулия Габбриэллески · Доменико Ачеренца · Грегорио Пальтриньери | 1:04:43.0 |

## Медальный зачёт
| Общее количество медалей | Общее количество медалей | Общее количество медалей | Общее количество медалей | Общее количество медалей | Общее количество медалей |
| ------------------------ | ------------------------ | ------------------------ | ------------------------ | ------------------------ | ------------------------ |
| Место                    | Страна                   | Золото                   | Серебро                  | Бронза                   | Всего                    |
| 1                        | Италия                   | 2                        | 2                        | 2                        | 6                        |
| 2                        | Германия                 | 2                        | 2                        | 1                        | 5                        |
| 3                        | Бразилия                 | 2                        | 0                        | 1                        | 3                        |
| 4                        | Нидерланды               | 1                        | 0                        | 1                        | 2                        |
| 5                        | Франция                  | 0                        | 2                        | 0                        | 2                        |
| 6                        | Венгрия                  | 0                        | 1                        | 1                        | 2                        |
| 7                        | Украина                  | 0                        | 0                        | 1                        | 1                        |
| Всего:                   | Всего:                   | 7                        | 7                        | 7                        | 22                       |